# Charles Fabian
Charles Fabian Figueiredo Santos detto Charles Fabian, Charles Baiano o anche solo Charles (Itapetinga, 12 aprile 1968) è un allenatore di calcio ed ex calciatore brasiliano, di ruolo attaccante.

## Caratteristiche tecniche
Giocava come attaccante. La sua abilità nel segnare gli ha permesso di diventare il capocannoniere del Campeonato Brasileiro Série A 1990.

## Carriera

### Club
Charles si impose nel panorama calcistico brasiliano con la vittoria del II Copa União con il Bahia.
Nel 1990, Charles fu capocannoniere del Campeonato Brasileiro Série A con 11 gol e il Bahia si classificò al 4º posto nella competizione. Nel 1991, fu venduto al Cruzeiro e diventò uno dei beniamini della tifoseria del Cruzeiro, che aiutò a vincere la Supercoppa sudamericana 1992.
Dopo un'ottima stagione con il Cruzeiro Charles fu acquistato dal Boca Juniors; nel 1994 fu messo sotto contratto dal Flamengo, che aveva bisogno di un sostituto per Gaúcho. Visto che nel Flamengo giocava già un Charles, il difensore Charles Guerreiro, l'attaccante adottò per l'occasione il soprannome di Charles Baiano, in relazione al suo Stato di origine. Diventò così capocannoniere del Campeonato Carioca 1994, insieme a Túlio Maravilha, con 14 gol.

### Nazionale
Grazie al successo in campo nazionale, l'attaccante venne convocato in Nazionale, con la quale vinse la Copa América 1989. La Nazionale di Lazaroni venne contestata dalla tifoseria di Salvador, visto che il CT non lo schierò. In tutto ha collezionato 9 presenze con la maglia del Brasile.

### Allenatore
Nel 2006 Charles ricoprì l'incarico di allenatore del Bahia, che giocava nel Campeonato Brasileiro Série C, e successivamente allenò l'Icasa.

## Palmarès

### Giocatore

#### Club

##### Competizioni statali
- Campionato Baiano: 1

Bahia: 1988
- Campeonato Carioca: 1

Flamengo: 1994

##### Competizioni nazionali
- Campionato brasiliano: 1

Bahia: 1988

##### Competizioni internazionali
- Supercoppa sudamericana: 2

Cruzeiro: 1991, 1992

#### Nazionale
- Coppa America: 1

1989

#### Individuale
- Capocannoniere del Campeonato Brasileiro Série A: 1

1990 (11 gol)
- Capocannoniere della Supercoppa Sudamericana: 1

1991 (3 gol, a pari merito con José Borrelli, Gaúcho e Sergio Martínez)
- Capocannoniere del Campionato Carioca: 1

1994 (14 gol)